# Шибеники, вперед!
«Шибеники, вперед!» («Pramuštgalviai, pirmyn!») — радянський художній фільм 1986 року, знятий режисером Бронюсом Бушмою на Литовському телебченні.

## Сюжет
Фільм за мотивами повісті В. Даутартаса «Він — капітан Зірвиголова» і розповідає про трьох хлопчаків, обділених увагою батьків і розчарованих, які шукають романтики та пригод.

## У ролях
- Джюгас Сяурусайтіс — Тадас
- Вольдемарас Кондротас — Рімас
- Аугустас Шавяліс — Андрюс
- Юозас Марцінкявічюс — лейтенант міліції
- Броне Марія Брашкіте — мати Тадаса
- Крістіна Андріяускайте — мати Рімаса
- Владас Радушіс — Піпішас
- Агне Грегораускайте — продавчиня
- Нійоле Лепешкайте — класний керівник
- Ванда Марчинскайте — жінка з коляскою
- Альбінас Аркаускас — Альбінас, друг матері Тадаса
- Вітас Чяснавічюс — директор школи
- Кароліс Дапкус — вчитель математики
- Ромуальдас Грінцявічюс — чоловік із собакою
- Йонас Каваляускас — сторож у клубі
- Отонас Ланяускас — покупець на ринку
- Вітаутас Лапенас — пілот
- Альгімантас Зігмантавічюс — продавець на ринку
- Егідіюс Паулаускас — черговий міліціонер

## Знімальна група
- Режисер — Бронюс Бушма
- Сценарист — Марійонас Шлапакаускас
- Оператор — Антанас Паулаускас
- Художниця — Вікторія Шинкунене